# Bataille de Waynesboro (Géorgie)
Guerre de Sécession
Batailles
Marche de Sherman vers la mer
- Griswoldville
- Buck Head Creek
- Honey Hill
- Waynesboro
- Tulifinny
- Fort McAllister
- Altamaha Bridge

La bataille de Waynesboro est une bataille de la guerre de Sécession qui s'est déroulée le 4 décembre 1864, à Waynesboro, vers la fin de la marche de Sherman vers la mer. Les forces de cavalerie de l'Union sous le commandement de Hugh Judson Kilpatrick ont défait la cavalerie confédérée menée par Joseph Wheeler, ouvrant la voie pour que les armées de William Tecumseh Sherman approchent de leur objectif, Savannah.